# Chalampé
Chalampé (deutsch Eichwald, elsässisch Schàlàmpi) ist eine französische Gemeinde mit 996 Einwohnern (Stand 1. Januar 2022) im Département Haut-Rhin in der Region Grand Est (bis 2015 Elsass). Sie gehört zum Arrondissement Mulhouse und zum Kanton Rixheim.

## Geografie
Die Gemeinde liegt etwa 16 Kilometer nordöstlich von Mülhausen am westlichen Ufer des Rheinseitenkanals, der parallel zum Altrhein verläuft. Nachbargemeinden von Chalampé sind Rumersheim-le-Haut im Norden, Neuenburg am Rhein (Deutschland) im Osten sowie Bantzenheim im Süden und Westen.

## Geschichte

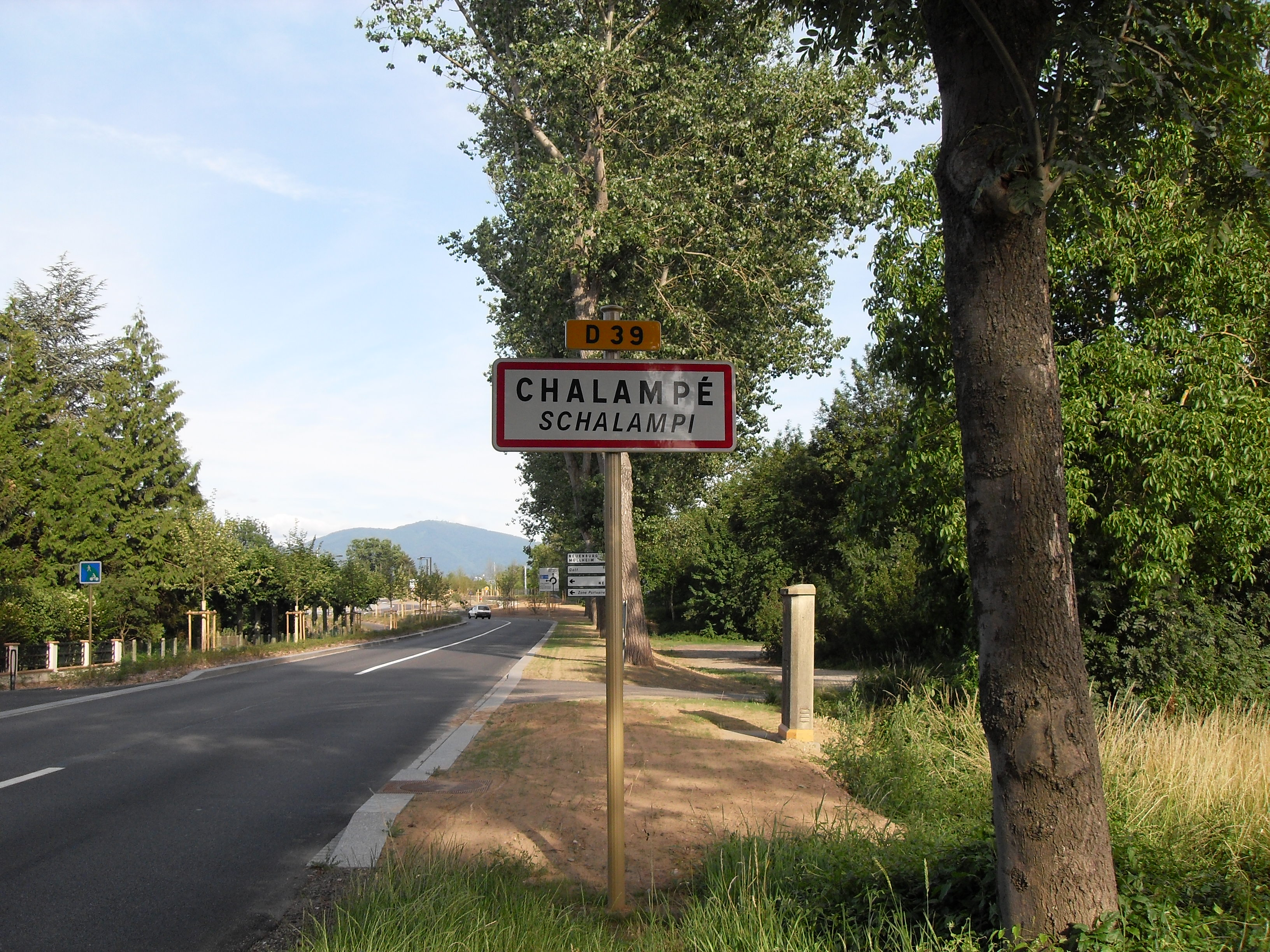
Zweisprachiges Ortseingangsschild

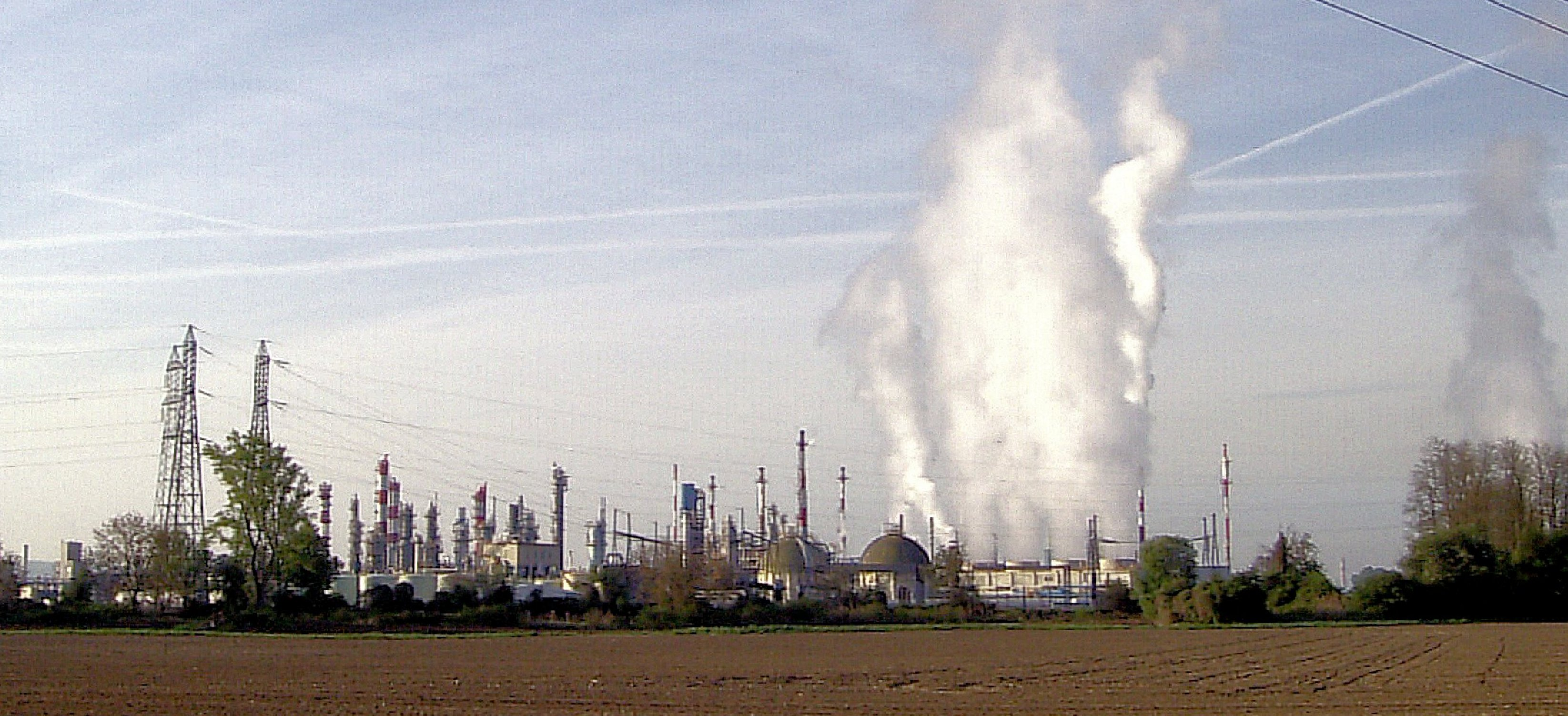
Chemiewerk der Rhodia S.A. nahe Chalampé

Chalampé wurde 1709 von demobilisierten Soldaten des Spanischen Erbfolgekrieges und einigen Familien aus dem Tross des Heeres gegründet. Der Ortsname taucht erstmals 1717 als Chalambé in Dokumenten der französischen Verwaltung auf.
Seit 1727 gibt es hier einen Übergang über den Rhein. Ihren französischen Namen trägt die Gemeinde seit 1735.
Vor der Rheinbegradigung durch Johann Gottfried Tulla in der ersten Hälfte des 19. Jahrhunderts war der Rhein für die Gemeinde ein großes Problem, da die ungleichmäßige Wassermenge und das geringe Gefälle den Lauf des Stromes ständig veränderten. Dadurch veränderte sich jeweils die Grenze zu Deutschland, da der Flusslauf als natürliche Grenze galt. Zeitweise gehörte daher der Ort auch zu Baden.
Seit 1878 gab es die Eisenbahnbrücke Neuenburg–Eichwald, die eine Verbindung des damals deutschen Elsass mit Süddeutschland herstellte.
Während des Zweiten Weltkriegs wurden die Brücke und das Dorf zerstört, 1940/41 wieder aufgebaut und 1945 beim Rückzug aus dem Brückenkopf Elsass teilweise noch einmal zerstört.
Bis zum Bau des Rheinseitenkanals lebte die Bevölkerung hauptsächlich von der Landwirtschaft, der Fischerei und der Korbflechterei. Durch den Bau des Kanals verlor die Gemeinde einen großen Teil ihrer Fläche, erhielt dafür aber für ihre Bewohner zahlreiche Arbeitsplätze durch die sich hier ansiedelnde Industrie. In einem Industriepark, der sich entlang des Rheinseitenkanals über die Gemarkungsgrenzen von Chalampé und Bantzenheim bis Ottmarsheim erstreckt, wurde neben anderen Betrieben eine große Chemiefabrik des französischen Konzerns Rhône-Poulenc (heute Rhodia S.A.) errichtet.

## Bevölkerungsentwicklung
| Jahr      | 1962 | 1968 | 1975 | 1982 | 1990 | 1999 | 2007 | 2018 |
| Einwohner | 414  | 614  | 891  | 1034 | 1011 | 966  | 888  | 951  |

## Sehenswürdigkeiten

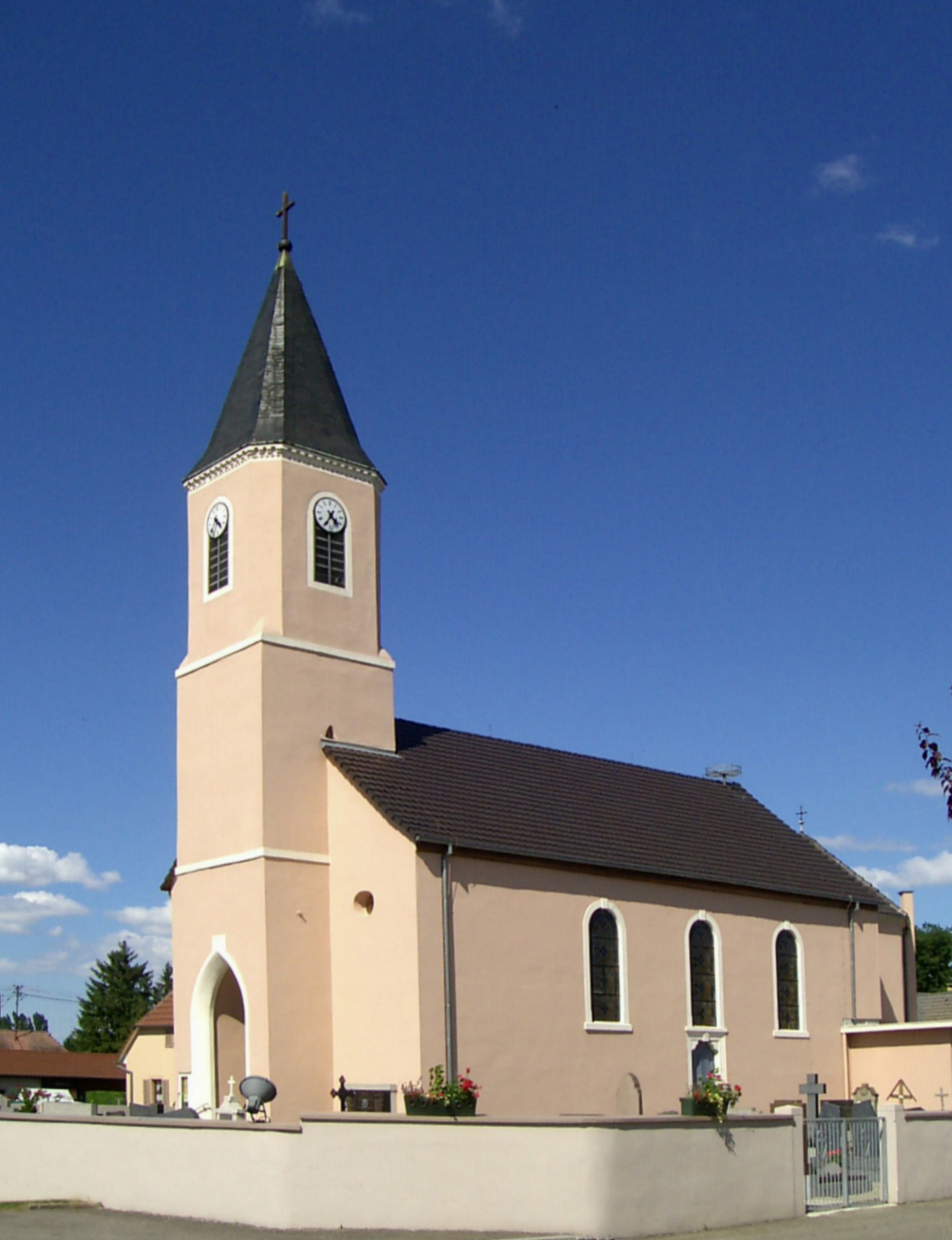
Kirche St. Wendelin in Chalampé

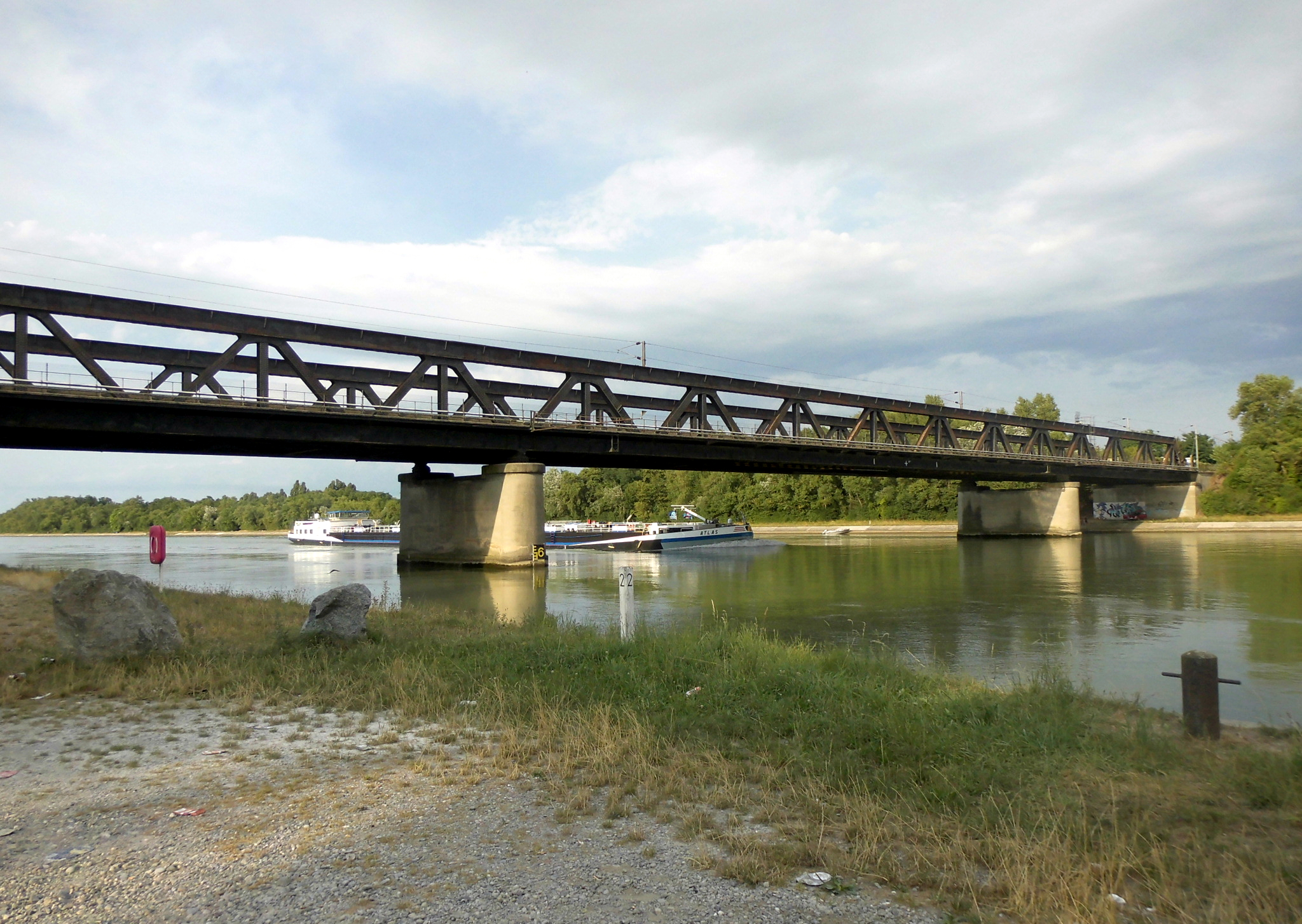
Brücke über den Rheinseitenkanal

- neoklassizistische Kirche St. Wendelin, 1865 errichtet

## Verkehr
Chalampé liegt an der Bahnstrecke Müllheim–Mulhouse, die vorwiegend für Güterverkehr und seit Dezember 2012 auch wieder für den Personenverkehr genutzt wird, wobei die Züge derzeit im Ort nicht halten. Die Straßenbrücken über den Rheinseitenkanal und den Rhein schaffen eine Verbindung in die Stadt Neuenburg auf deutscher Seite und über den Autobahnanschluss Müllheim-Neuenburg zur A 5 (Basel – Frankfurt).

## Sport
- Auf der Rheininsel, dem Gelände zwischen dem Rheinseitenkanal und dem Rhein, befindet sich ein Golfplatz mit 18 Löchern.
- In Chalampé existiert ein Rugby-Club.